# Få meg på, for faen
Få meg på, for faen (titolo internazionale: Turn me on, dammit!) è un film commedia del 2011 diretto da Jannicke Systad Jacobsen.

## Trama
La quindicenne Alma vive in un piccolo paesino della Norvegia che comincia a stargli stretto. La giovane sente forte gli impulsi della sua sessualità, e fa spesso ricorso a servizi telefonici erotici per donne. Inoltre, è anche attratta dal suo coetaneo Artur, che tuttavia è desiderato anche da tante altre ragazzine. Quando Alma racconterà che Artur ha spinto il suo sesso in stato di erezione verso di lei, non sarà creduta, e verrà emarginata ed etichettata come ninfomane. La madre di Alma tenterà di aiutarla a uscire dal particolare momento, scoprendo gradualmente che in realtà la ragazza quindicenne ha bisogno anche di qualcosa di più del sostegno materno.

## Produzione
Tra gli attori che interpretano la pellicola: Julia Schacht, Arthur Berning, Julia Bache-Wiig, Helene Bergsholm.